# 난 왜 아빠랑 성이 달라?
《난 왜 아빠랑 성이 달라?》는 2002년 5월 1일부터 5월 2일까지 MBC에서 방영된 가정의 달 특집드라마이다.

## 줄거리
지영과 현수는 재혼한 부부이다. 이들 부부는 지영이 결혼 전에 낳은 아들 영민과 현수가 결혼 전에 낳은 딸 마리와 함께 살고 있다. 영민과 마리는 아주 어릴 때 부모가 재혼했기 때문에 각각 아버지와 어머니가 친부모가 아니라는 사실을 모르고 있다. 지영에게 마리는, 현수에게 영민은 친자식이나 다름이 없지만, 영민이 초등학교에 입학할 나이가 되자 현수와 영민의 성이 달라 곤란한 상황에 처한다.

## 등장 인물

### 주요 인물
- 박지영 : 서지연 역
- 이영범 : 김현수 역
- 장준영 : 제영민 역
- 박은빈 : 김마리 역

### 그외 인물들
- 윤동환 : 제준효 역
- 김용림 : 시어머니 역
- 노경주 : 양간호사 역
- 박혜빈 : 이예지 역
- 하진우 : 고충희 역

## 같이 보기
- 자의 성과 본: 자(子)의 성과 본을 규정한 대한민국 민법 규정 개정 내용 설명.